# Dolomiti di Sesto, di Braies e d'Ampezzo
Le Dolomiti di Sesto, di Braies e d'Ampezzo (dette anche Dolomiti Nord-orientali, Sextner, Pragser und Ampezzaner Dolomiten in tedesco) sono una parte delle Dolomiti, poste in Italia (Regione Veneto e Regione Trentino-Alto Adige), che costituiscono la parte nord-orientale delle Dolomiti stesse, con la vetta più alta rappresentata dall'Antelao, in Cadore, che raggiunge i 3.264 m s.l.m..

## Delimitazioni
Confinano:

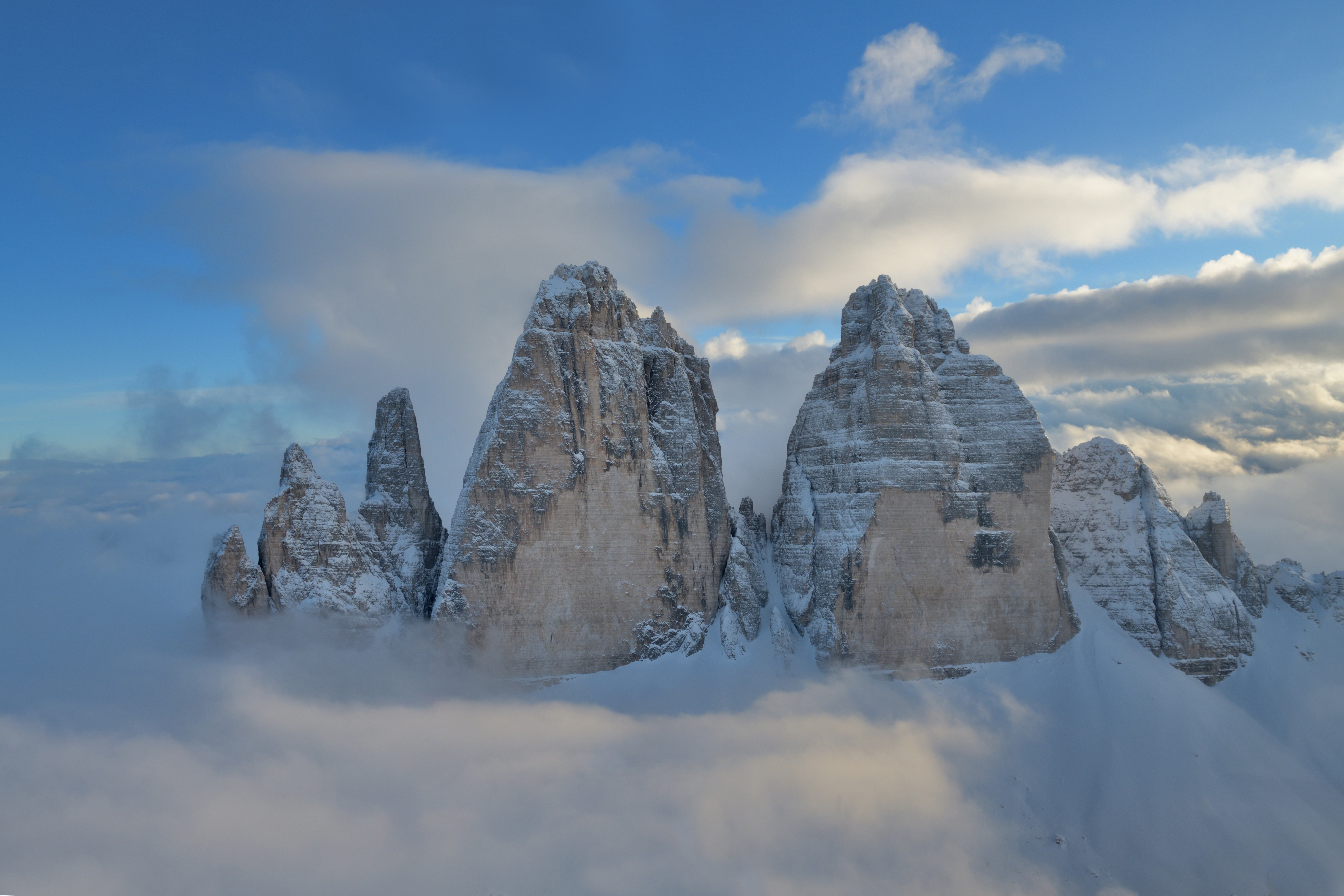
Le Tre Cime di Lavaredo

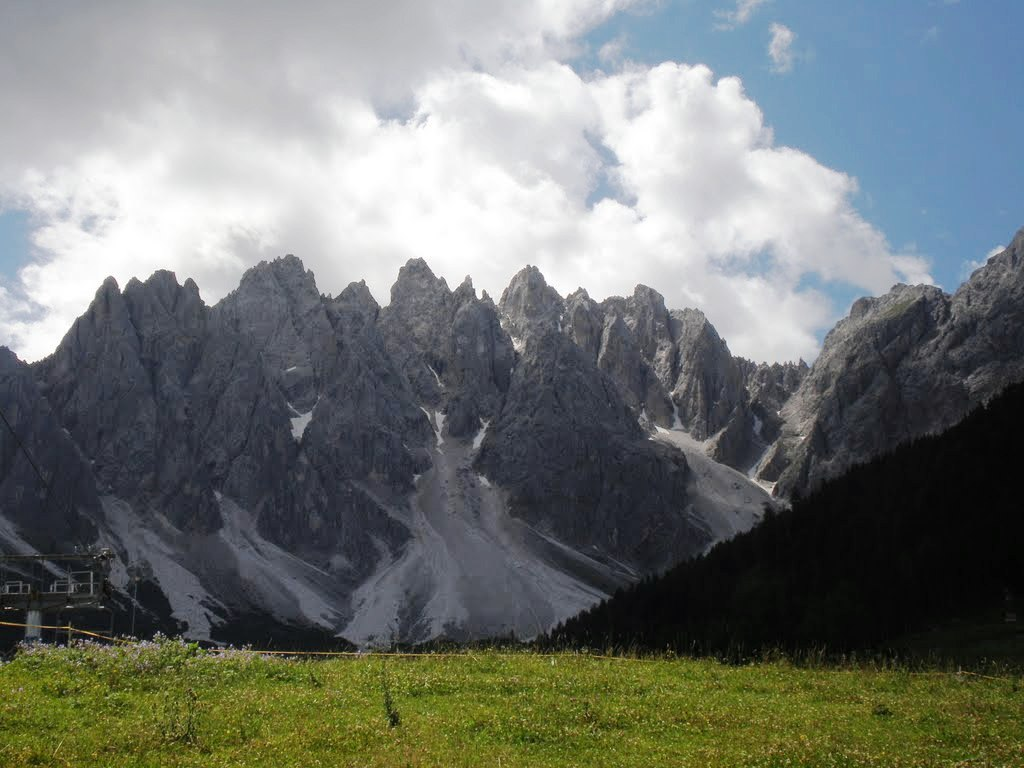
Gruppo Rondoi-Baranci

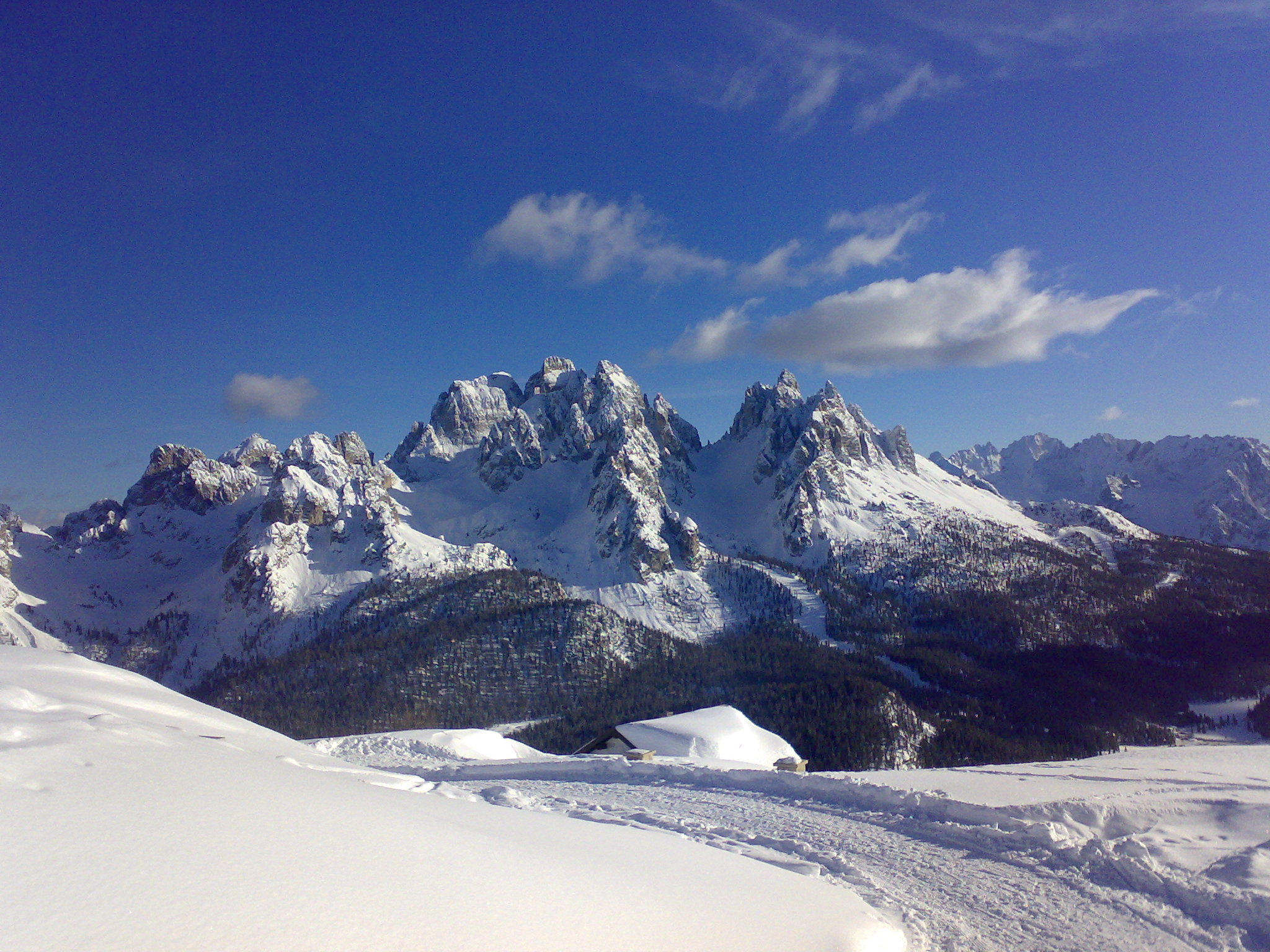
Cadini di Misurina

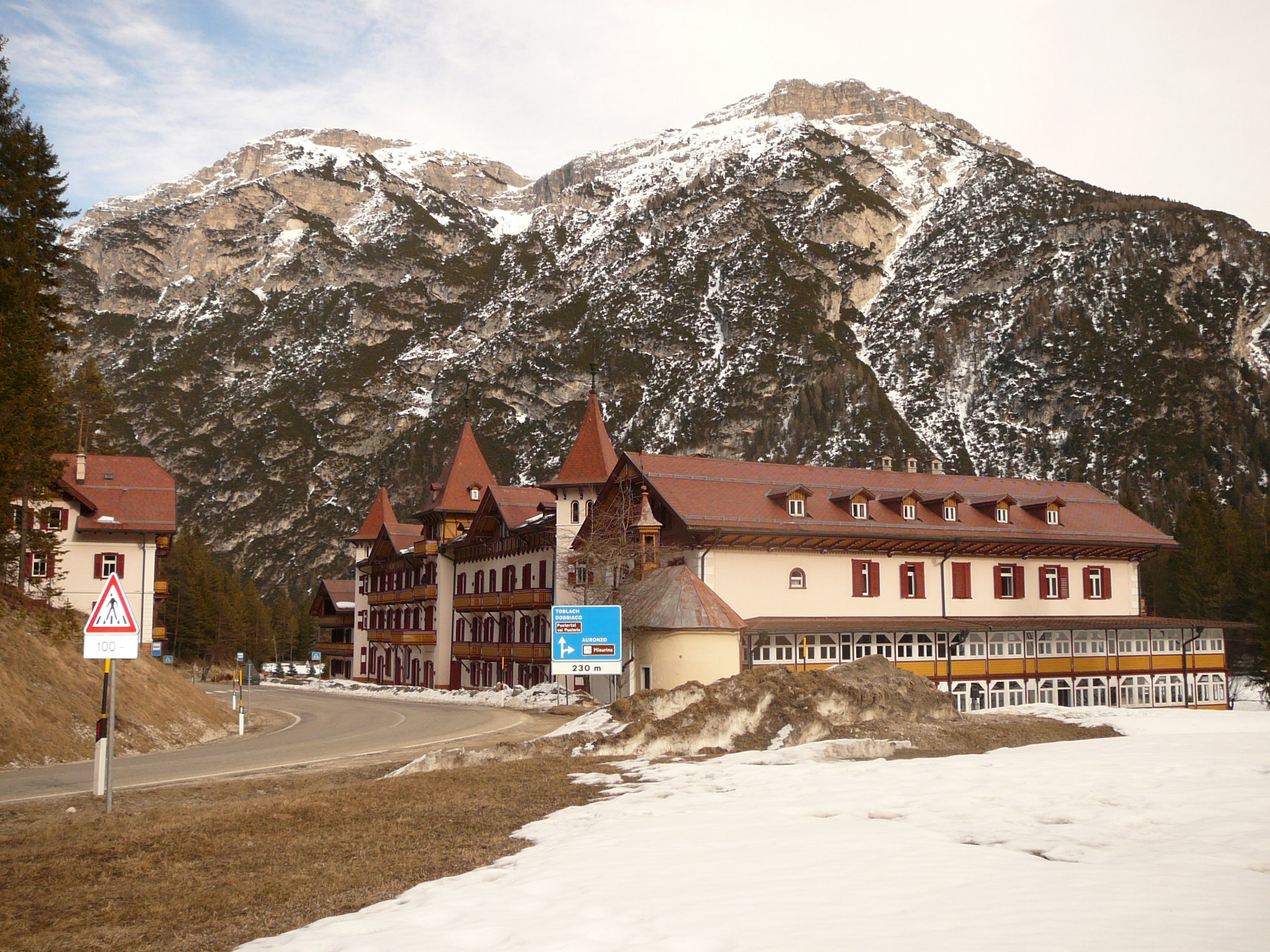
Monte Piana

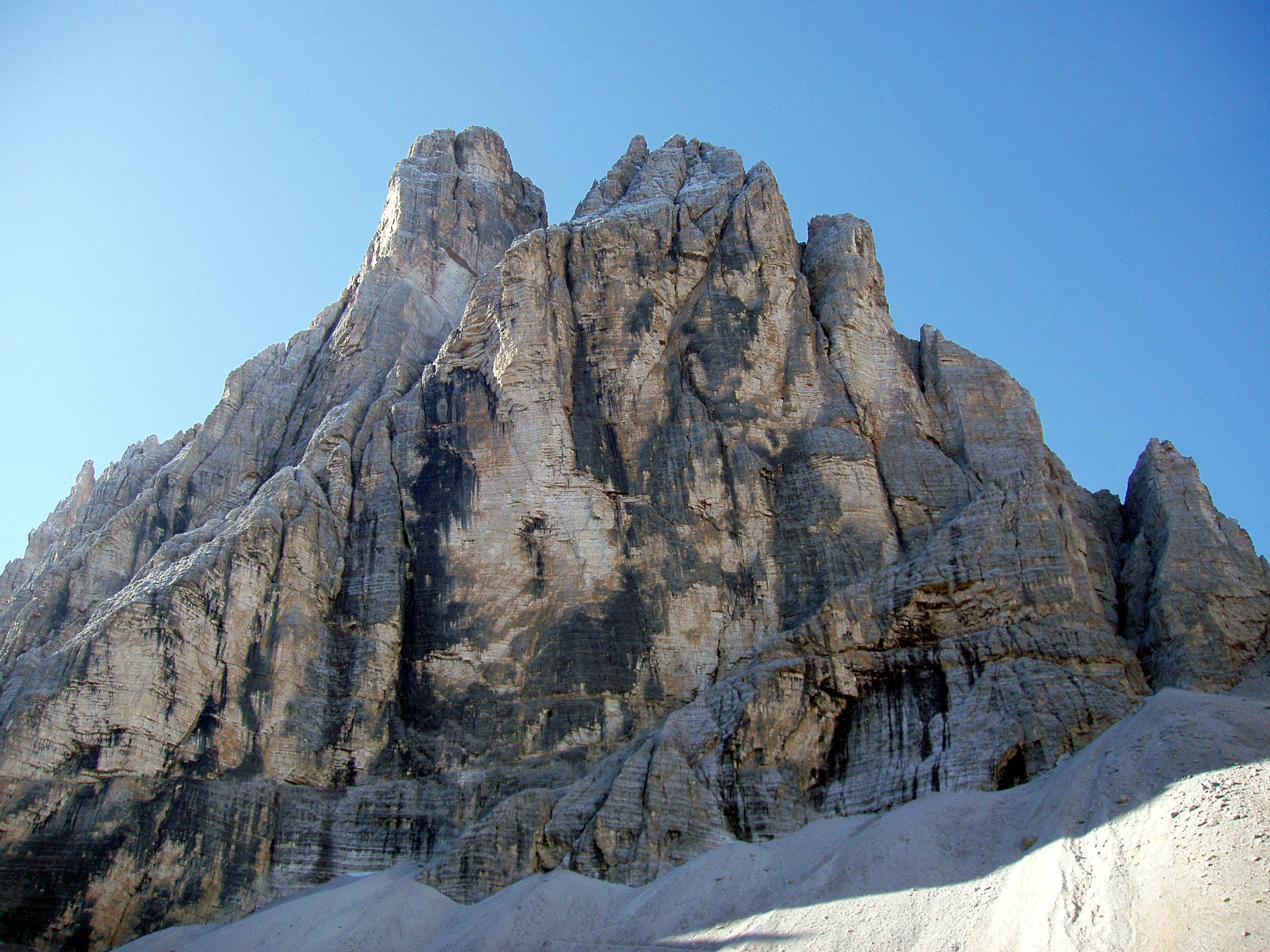
Croda dei Toni

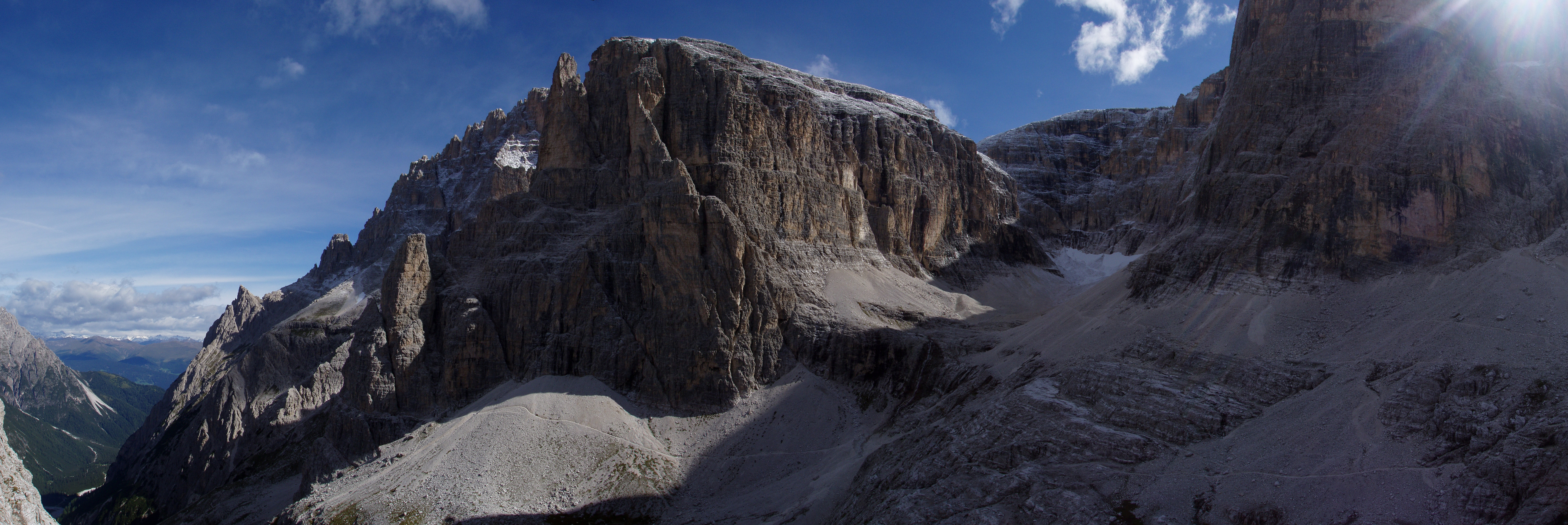
Monte Popera

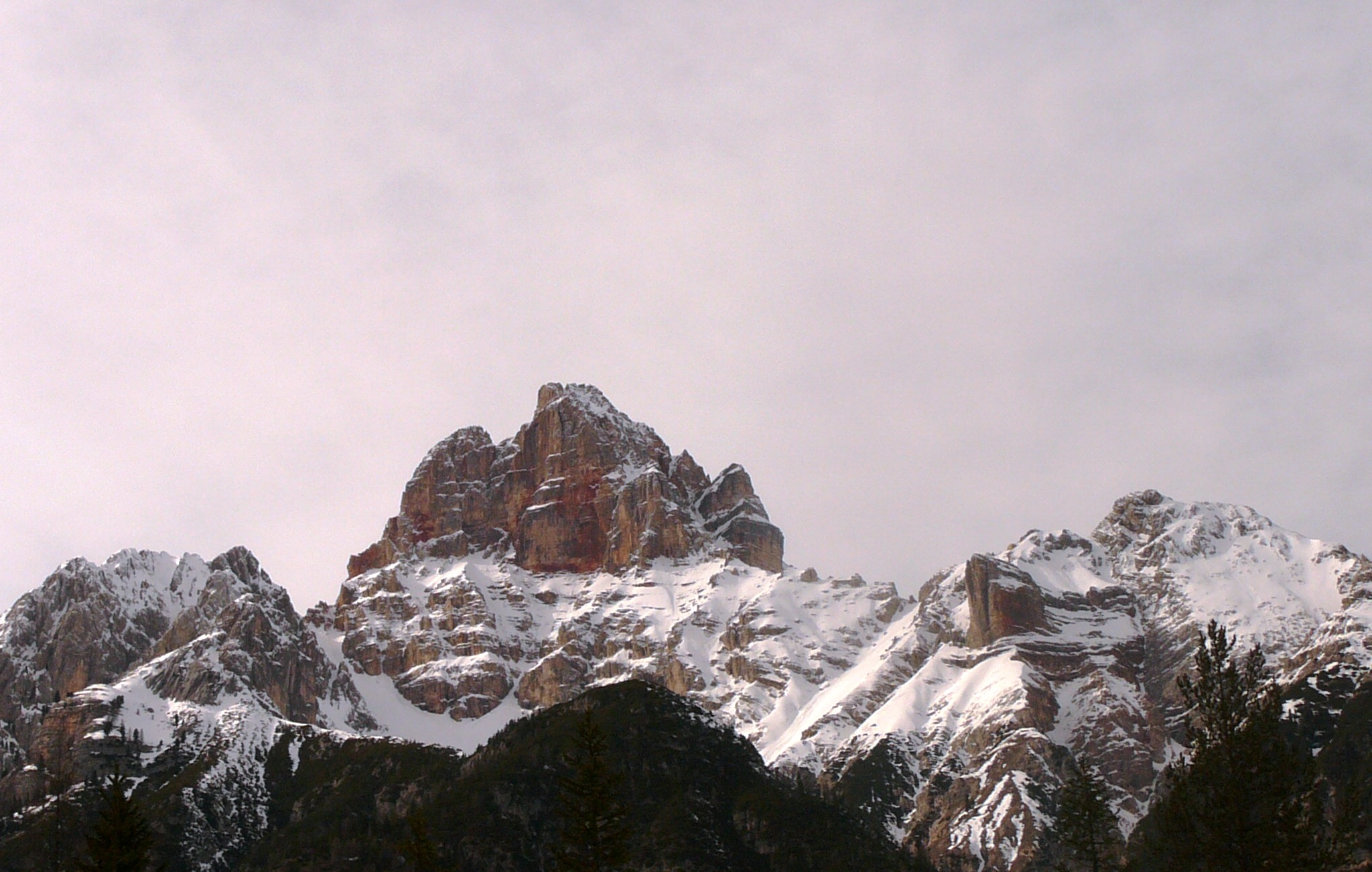
Croda Rossa d'Ampezzo

- a nord con le Alpi Pusteresi (nelle Alpi dei Tauri occidentali) e separate dalla Sella di Dobbiaco e dalla Val Pusteria;
- ad est con le Alpi Carniche (nelle Alpi Carniche e della Gail) e separate dal Passo di Monte Croce di Comelico;
- a sud-est con le Prealpi Carniche (nelle Alpi Carniche e della Gail) e separate dal corso del fiume Piave;
- a sud con le Dolomiti di Zoldo (nella stessa sezione alpina) e separate dalla Forcella Forada;
- ad ovest con le Dolomiti di Gardena e di Fassa (nella stessa sezione alpina) e separate dal Passo di Campolongo.

Ruotando in senso orario i limiti geografici sono: Sella di Dobbiaco, Valle di Sesto, Passo di Monte Croce di Comelico, torrente Padola, fiume Piave, torrente Boite, Forcella Forada, Val Fiorentina, torrente Cordevole, Passo di Campolongo, Val Badia, Val Pusteria, Sella di Dobbiaco.

## Classificazione
La SOIUSA le definisce come una sottosezione alpina e vi attribuisce la seguente classificazione:
- Grande parte = Alpi Orientali
- Grande settore = Alpi Sud-orientali
- Sezione = Dolomiti
- Sottosezione = Dolomiti di Sesto, di Braies e d'Ampezzo
- Codice = II/C-31.I

## Suddivisione
La SOIUSA le suddivide in cinque supergruppi, ventidue gruppi e quarantadue sottogruppi:
- Dolomiti di Sesto (A)
  - Gruppo Rondoi-Baranci (A.1)
    - Ramo della Rocca dei Baranci (A.1.a)
    - Nodo della Croda dei Baranci (A.1.b)
    - Nodo della Croda dei Rondoi (A.1.c)

  - Gruppo dei Tre Scarperi (A.2)
    - Testata di Valcampodidentro (A.2.a)
    - Bastione principale dei Tre Scarperi (A.2.b)
    - Ramo delle Cime di Sesto (A.2.c)

  - Gruppo Paterno-Cima Una (A.3)
    - Nodo del Paterno (A.3.a)
    - Nodo della Cima Una  (A.3.b)

  - Gruppo delle Tre Cime di Lavaredo (A.4)
  - Gruppo dei Cadini di Misurina (A.5)
    - Cadini Settentrionali di Misurina (A.5.a)
      - Ramo di Rinbianco (A.5.a/a)
      - Ramo dei Tocci (A.5.a/b)
      - Ramo del Nevaio (A.5.a/c)
      - Ramo del Diavolo (A.5.a/d)
      - Ramo di San Lucano (A.5.a/e)
      - Ramo di Croda Liscia (A.5.a/f)

    - Cadini Meridionali di Misurina (A.5.b)
      - Ramo della Neve (A.5.b/a)
      - Ramo di Misurina (A.5.b/b)
      - Ramo di Campoduro (A.5.b/c)

  - Gruppo del Monte Piana (A.6)
  - Gruppo della Croda dei Toni (A.7)
    - Avancorpo settentrionale di Collerena (A.7.a)
    - Massiccio principale della Croda dei Toni (A.7.b)
    - Contrafforti occidentali di Monte Cengia (A.7.c)
    - Contrafforti meridionali di Cime Pezzios (A.7.d)

  - Gruppo del Popera (A.8)
    - Sottogruppo di Cima Undici (A.8.a)
    - Sottogruppo di Croda Rossa di Sesto (A.8.b)
    - Bastione Cima Bagni-Aiarnola (A.8.c)
- Dolomiti di Braies (B)
  - Gruppo della Croda Rossa d'Ampezzo (B.9)
    - Sottogruppo della Croda d'Ampezzo (B.9.a)
    - Sottogruppo del Signore (B.9.b)
    - Sottogruppo di Sennes (B.9.c)
    - Sottogruppo di Becchei (B.9.d)

  - Gruppo del Picco di Vallandro (B.10)
  - Gruppo Colli Alti-Plan de Corones (B.11)
    - Sottogruppo dei Colli Alti (B.11.a)
    - Sottogruppo del Plan de Corones (B.11.b)
- Dolomiti Orientali di Badia (C)
  - Gruppo delle Cunturines (C.12)
  - Gruppo di Fanis (C.13)
    - Nodo di Fanis (C.13.a)
    - Nodo di Lagazuoi (C.13.b)

  - Gruppo del Col di Lana (C.14)
- Dolomiti Ampezzane (D)
  - Gruppo delle Tofane (D.15)
    - Cime principali delle Tofane (D.15.a)
    - Contrafforti Punta Anna-Ra Zestes (D.15.b)

  - Gruppo del Nuvolau (D.16)
    - Dorsale del Nuvolau (D.16.a)
    - Settore delle Cinque Torri (D.16.b)

  - Gruppo Croda da Lago-Cernera (D.17)
    - Sottogruppo del Cernera (D.17.a)
    - Sottogruppo della Croda da Lago (D.17.b)

  - Gruppo del Cristallo (D.18)
    - Sottogruppo del Popena (D.18.a)
    - Sottogruppo del Cristallo (D.18.b)

  - Gruppo del Pomagagnon (D.19)
  - Gruppo del Sorapiss (D.20)
    - Diramazione della Punta Nera (D.20.a)
    - Bastione del Sorapiss (D.20.b)
    - Contrafforte del Banco (D.20.c)
- Dolomiti Cadorine (E)
  - Gruppo delle Marmarole (E.21)
    - Sottogruppo del Bel Pra (E.21.a)
    - Sottogruppo delle Marmarole (E.21.b)
    - Sottogruppo del Ciastelin (E.21.c)

  - Gruppo dell'Antelao (E.22)
    - Massiccio dell'Antelao (E.22.a)
    - Contrafforte delle Cime Cadin (E.22.b)
    - Contrafforte delle Crode San Pietro (E.22.c)

Le Dolomiti di Sesto si trovano nella parte nord-orientale delle Dolomiti di Sesto, di Braies e d'Ampezzo; le Dolomiti di Braies  si collocano nella parte nord-occidentale; le Dolomiti Orientali di Badia sono ad occidente; le Dolomiti Ampezzane sono a sud-ovest ed, infine, le Dolomiti Cadorine si trovano a sud-est.

## Vette principali

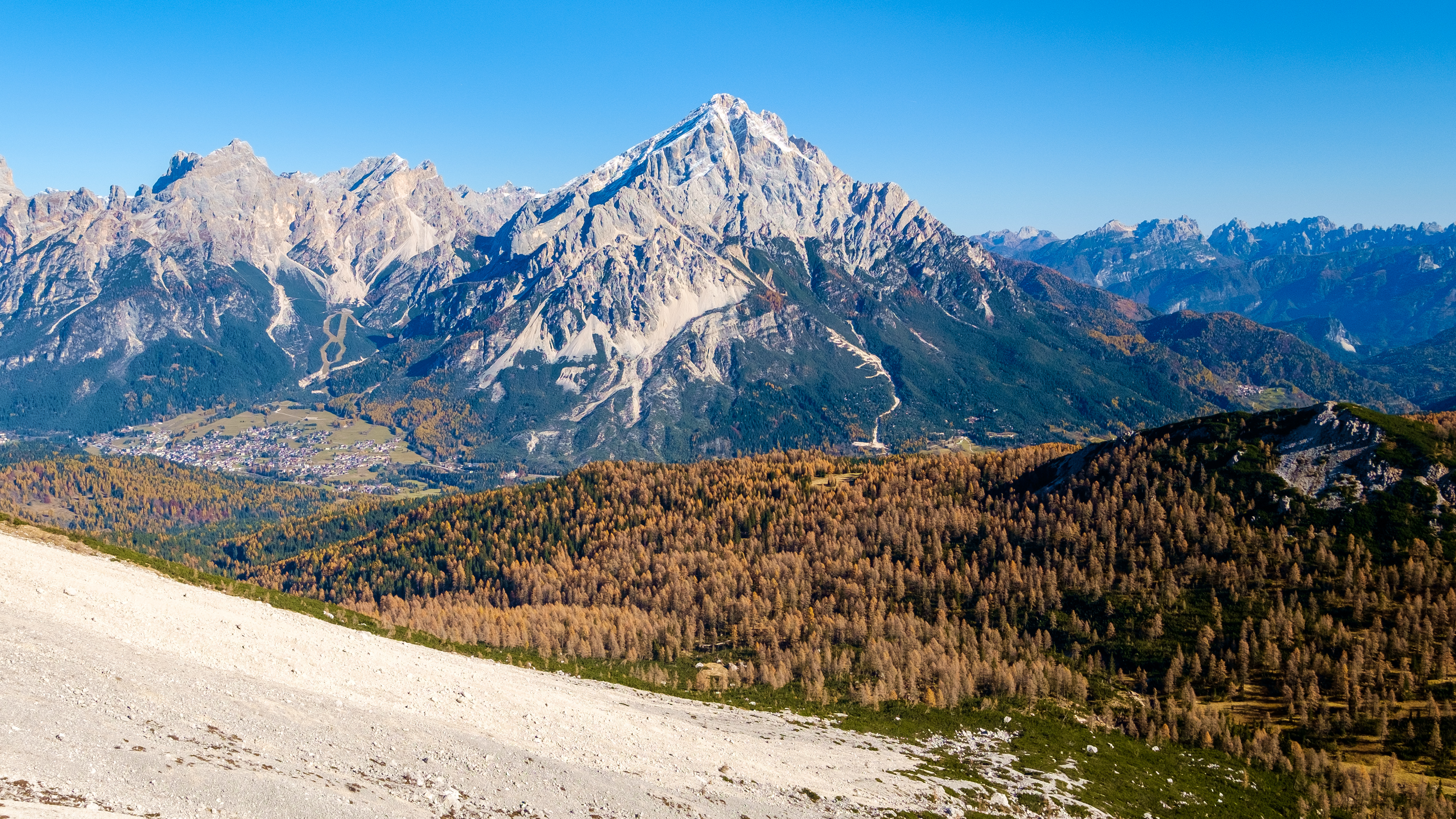
L'Antelao e San Vito di Cadore.

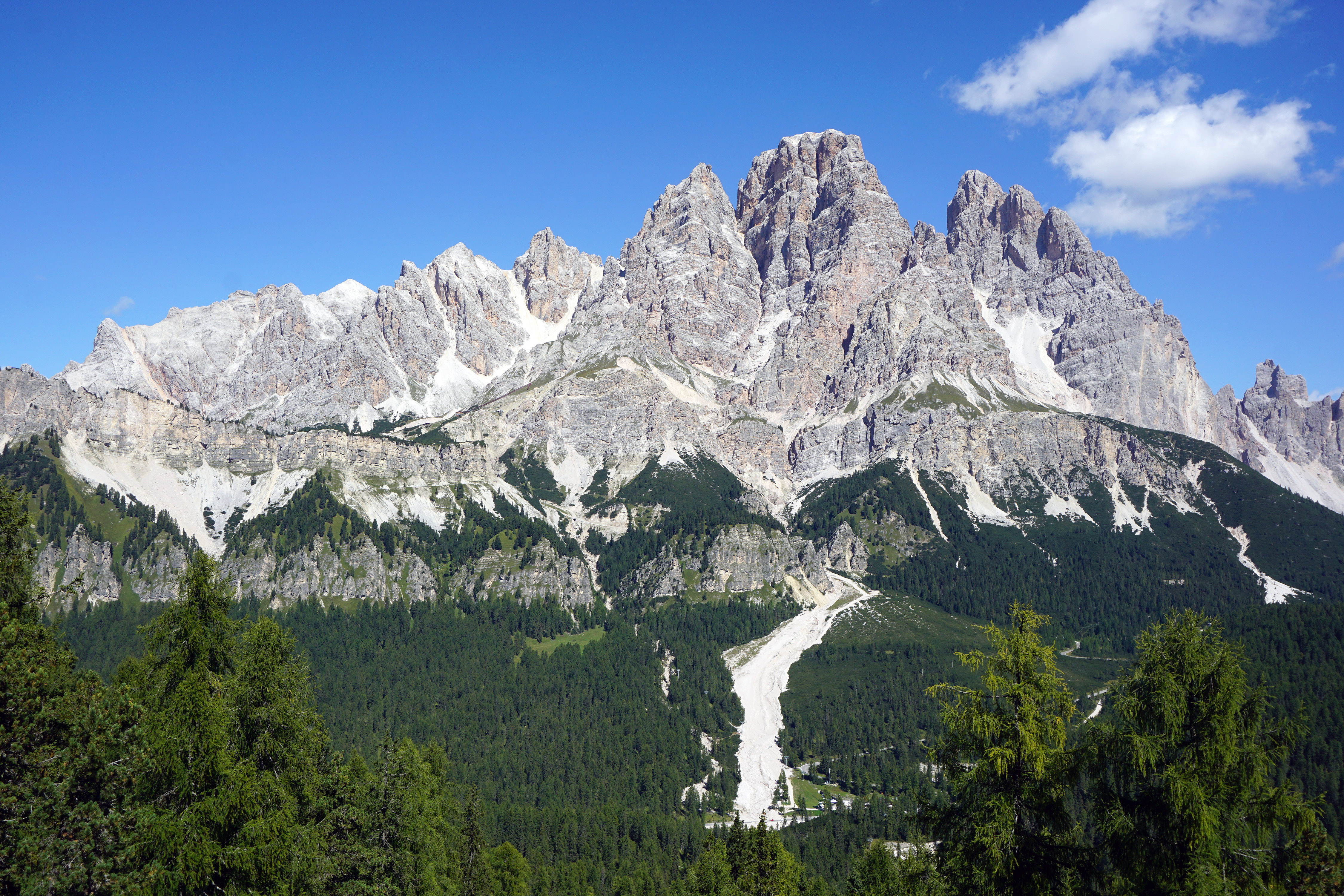
Gruppo del Cristallo

Le montagne principali sono:
- Antelao - 3.264 m
- Tofana di Mezzo - 3.244 m
- Monte Cristallo - 3.221 m
- Sorapiss - 3.205 m
- Piz Popena - 3.152 m
- Punta dei Tre Scarperi- 3.152 m
- Croda Rossa d'Ampezzo - 3.146 m
- Croda dei Toni - 3.094 m
- Cima Undici - 3.092 m
- Cima Cunturines - 3.064 m
- Popera - 3.046 m
- Tre Cime di Lavaredo - 2.999 m
- Cima Nove - 2.968 m
- Croda Rossa di Sesto - 2.965 m
- Marmarole - 2.932 m
- Cadini di Misurina - 2.839 m
- Monte Rudo - 2.826 m
- Monte Paterno - 2.746 m
- Croda da Lago - 2.709 m
- Lastoni di Formin - 2.657 m
- Torre di Toblin - 2.617 m
- Cima Una - 2.598 m
- Sass de Stria - 2.477 m
- Col di Lana - 2.462 m
- Monte Serla - 2.378 m
- Cinque Torri - 2.361 m
- Monte Piana - 2.324 m
- Plan de Corones - 2.275 m
- Pomagagnon - 2.178 m